# حسین نوآب
حسین نوآب (زاده ۱۳۲۷ اهواز) سیاست‌مدار ایرانی است، که در دوره اول مجلس شورای اسلامی به‌عنوان نماینده حوزهٔ انتخابیهٔ رامهرمز، از استان خوزستان در مجلس شورای اسلامی حضور داشت.